# Bepop (album)
Bepop je tretji studijski album slovenske pop skupine Bepop, izdan leta 2004, ki so ga poimenovali kar Bepop. V zasedbi Alenka Husič, Tinkara Zorec, Simon Meglič in Ana Praznik.
Album je skupina posnela v Studiu Subway. Tonska tehnika sta bila Raay & Rapo, programiral in klaviature je igral Raay kitare pa Klemen Smolej. Spremljevalne vokale je skupina posnela sama skupaj z Macy, Katarino Torinski in Raay. Mastering je naredil Martin Ž Mastering. Producenta sta bila Raay in Rapo. Izvršna producenta pa Raay in Simon Meglič.

## Seznam pesmi
| Št. | Naslov               | Pisec     | Besedilo  | Dolžina |
| --- | -------------------- | --------- | --------- | ------- |
| 1.  | „Le ti‟              | Raay      | S. Meglič | 3:02    |
| 2.  | „Komaj čakam‟        | Raay      | S. Meglič | 3:57    |
| 3.  | „Nočem drugam‟       | Raay      | S. Meglič | 3:38    |
| 4.  | „Dotik‟              | S. Meglič | S. Meglič | 3:45    |
| 5.  | „Roke gor‟           | Raay      | S. Meglič | 2:59    |
| 6.  | „Lebdim‟             | Raay      | S. Meglič | 3:39    |
| 7.  | „Vodi me mladost‟    | Raay      | S. Meglič | 3:15    |
| 8.  | „Ljubezni ni preveč‟ | Raay      | S. Meglič | 3:01    |
| 9.  | „Ni še čas‟          | Raay      | S. Meglič | 4:03    |
| 10. | „Bepop‟              | Raay      | S. Meglič | 3:28    |

1. ↑  Štamcar, Miha (2004). »Bepop: Bepop«. Mladina. Pridobljeno 1. januarja 2017.